# カワムラフウセンタケ
カワムラフウセンタケ（川村風船茸、学名: Thaxterogaster purpurascens  ）はフウセンタケ科タクステロガステル属の菌類。従来はフウセンタケ属に位置付けられて Cortinarius purpurascensという学名を与えられていたが、フウセンタケ属の再編に伴い変更された。
中型から大形になるキノコ。和名は菌類研究に多くの業績を残した川村清一への献名となっている。また、柄の根元が膨らんでいる様子が「風船」に見立てられている。傘の茶色とヒダの紫色のコントラストが大きな特徴。別名、フウセンタケ。

## 形態
子実体は傘と柄からなる。傘の直径は3 - 8センチメートル (cm) で、大きなものでは15 cmになる。最初まんじゅう形から丸山形で、のちにほぼ平らに開き、表面は湿るとぬるぬるとした粘性を持つ。傘表面の中央は淡灰褐色から黄土色、端は紫色、さらに全面に紫色を帯びる。肉も薄紫色である。褐色の傘は傷が付くと濃青紫色に変色する。傘裏のヒダは紫色で、密に配列し、柄に対して上生し、胞子が成熟すると褐色になるが、傷がつくと濃い紫色に変わる。傘肉は厚く、淡紫色を帯びる。
傘の柄は長さ4 - 15 cm、太さ8 - 14ミリメートル (㎜) 程度の薄紫色で太く、根元は膨らんでいる（基部塊状）。柄の表面にはツバに相当する縦の繊維（蜘網膜）が目立つ。傷つくと濃い紫色に変わる。ヨーロッパでは、柄の塊茎部が著しく、広葉樹林のものは顕著でないといわれる。
担子胞子は9.5 - 10.5 × 5 - 6.5マイクロメートル (μm) で、表面はイボ状の突起に覆われ、淡黄褐色、非アミロイド性。胞子紋は帯褐色。

## 生態
日本各地、ヨーロッパ、北アメリカなど、北半球の温帯以北に分布する。
外生菌根菌。夏から秋にかけて、クヌギ、ナラなどの広葉樹やその他マツの針葉樹の混生林の林縁や地上に発生する。菌根形成性の樹木と菌根共生することにより生活する。単生～数本の株となり、しばしば菌輪を描く。

## 食用
食用となり、クセがなく、ほどよいぬめりもあって口あたりも良いといわれる。調理すると多少のぬめりが出る。幼菌は丸のまま天ぷらにして、塩で食すと別格な味わいだという。菌根性であることもあり、栽培はされない。